# ホームページ・ビルダー
ホームページ・ビルダーはジャストシステムが開発・販売するWebオーサリングツールで、HTMLタグを知らなくてもウェブページやウェブサイトを作成できる。1994年に日本IBMが開発・販売し、2010年よりジャストシステムが開発・販売している。

## 概要
ホームページ・ビルダーは、日本IBMの大和開発研究所が開発し、1994年にバージョン1.0が登場した。その後、著作権と商標権の譲渡があり、2010年からはジャストシステムが開発から販売、サポートを行っている。
他のWebオーサリングツールは業務用としても使えるように、ある程度の知識を持った中級から上級者をターゲットとして設計されているものが多い中、ホームページ・ビルダーは初級者でも簡単に使えるソフトウェアとして設計されている。写真やビデオを編集できる機能を搭載したり、他の企業と連携して掲示板やブログの作成をウィザード形式でおこなう機能が搭載されているなど、ホームページにまつわる多くのことをホームページビルダー上で実現できるようにしていることが特徴の一つである。
Webオーサリングツールのパッケージソフトウェアとしては1999年10月から13年以上連続で売り上げ1位を記録している。
2006年の情報処理推進機構（IPA）の調査によると、Webオーサリングソフトを使っている日本語サイトの68%以上はホームページ・ビルダーで作成されていた。
2008年のソースネクスト社による「ホームページ作成に関する使用実態調査」では、全回答者の71.7%がホームページ・ビルダーを使用していた。

## 開発元・販売元の変移
バージョン1.0からV8までは日本IBMが開発と販売を担当していた。
V9と10は、日本IBMが開発・販売しているが、ソースネクストとジャングルからも販売された。
11は、日本IBMが開発し、ソースネクストと独占販売契約が結ばれた。しかしその後、ジャストシステムから教育機関・官公庁向けに販売が行われ、その販売形態を巡って日本IBMとソースネクストの訴訟に発展したが、2007年12月に一部、2008年7月にすべての和解が成立した。
12から14は、日本IBMが開発を行い、販売はジャストシステムのみが行った。
2010年2月16日、ジャストシステムが日本IBMからプログラム著作権と商標権を取得した。
15以降はジャストシステムにより開発・販売されている。

## 作成したウェブサイトの互換性
2007年2月、情報処理推進機構 (IPA) がオープンソースソフトウェア活用基盤整備事業の一環として、オープンソース(ここではFirefox)の普及の妨げとなっている、Internet Explorer6.0とFirefox1.5の両方で同じように表示できないウェブサイトがどのような過程で作られたかの調査結果「OSSデスクトップ普及に資するWebコンテンツ互換性向上に関する調査(1)(2)」が公開された。
この報告書の中で、非互換要因数の傾向としては、MSHTML、Microsoft社各種オーサリングツールが突出して多く、ホームページ・ビルダーはAdobe社やその他のツールよりもやや多い程度であった。
影響度の分析の中では、ホームページ・ビルダーV6～10は、基準値を設定せずにz-indexにマイナス値を使ってしまっているため、このようなページをFirefoxで表示すると、z-indexが指定された要素すべてが非表示となってしまう、という致命的な影響を与えてしまうことが報告された。

## リリース履歴
ホームページ・ビルダー バージョン1.0
1994年発売。
ホームページ・ビルダー バージョン2.0
1996年12月13日発売。
ホームページ・ビルダー バージョン3.0
1997年10月31日発売。
ホームページ・ビルダー 2000
1998年11月13日発売。
ホームページ・ビルダー 2001
1999年10月8日発売。
iモード向けサイトの作成機能が搭載される。
ホームページ・ビルダー V6
2000年11月17日発売。
どこでも配置モードが搭載される。
teacupと提携し、ホームページ・ビルダーからの操作でteacupに掲示板を作成できる。
ホームページ・ビルダー V6.5 with HotMedia
2001年11月22日発売。
HotMediaクリエイターを搭載し、画像や動画を組み合わせてJavaアプレットを生成できる。
提携する検索サイトへの登録申請をホームページ・ビルダー上から行える機能を搭載。
ホームページ・ビルダー7
2002年11月1日発売。
ホームページ・ビルダー V8
2003年12月5日発売。
ホームページ・ビルダー V9
2004年11月19日発売。
CSS1.0のほとんど、CSS2.0の一部に対応。
Unicodeに対応し多言語を扱うことができる。
ホームページ・ビルダー 10
2005年12月2日発売。
ホームページ・ビルダー 11
2006年12月1日発売。
アフィリエイトスクリプトの挿入機能を搭載。
CSSエディタが搭載されるなど、スタイルシートへの対応を強化。
ホームページ・ビルダー 12
2007年12月7日発売。
ホームページ・ビルダー 13
2008年12月5日発売。
ホームページ・ビルダー 14
2009年12月4日発売。
SEO対策機能「SEOナビ」を搭載。
ホームページ・ビルダー 15
2010年12月3日発売。
レイアウトをテーブルで調整せずにすべてCSSを用いるようになる。
ホームページ・ビルダー 16
2011年10月7日発売。
スマホ用サイトの自動生成機能を搭載。
ホームページ・ビルダー 17
2012年10月5日発売。
WordPressに対応。
HTML5の読み込み・表示に対応。
ホームページ・ビルダー 18
2013年10月4日発売。
HTML5フォーマットでの新規作成に対応。
ホームページ・ビルダー 19
2014年10月3日発売。
より直感的に作成できる「ホームページ・ビルダーSP」としてリニューアル。 従来同等のものは「ホームページ・ビルダークラシック」として利用可能。
ホームページ・ビルダー 20
2015年10月2日発売。
ホームページ・ビルダー 21
2016年10月7日発売。
ホームページ・ビルダー22
2020年4月22日発売。
ホームページ・ビルダー23
2025年6月27日発売。